# هنری فردریک استنلی مورگان
هنری فردریک استنلی مورگان، (به انگلیسی: Henry Frederick Stanley Morgan) (زاده ۱۸۸۱ - درگذشته ۱۹۵۹) کارآفرین، صنعت‌گر و مدیر ارشد اجرایی انگلیسی بود، که در سال ۱۹۱۰ شرکت مورگان را تأسیس نمود.